# Ловілія (Айова)
Ловілія (англ. Lovilia) — місто (англ. city) в США, в окрузі Монро штату Айова. Населення — 472 особи (2020).

## Географія
Ловілія розташована за координатами 41°8′6″ пн. ш. 92°54′29″ зх. д. / 41.13500° пн. ш. 92.90806° зх. д. (41.134947, -92.908150).  За даними Бюро перепису населення США в 2010 році місто мало площу 1,30 км², уся площа — суходіл.

## Демографія
Згідно з переписом 2010 року, у місті мешкало 538 осіб у 207 домогосподарствах у складі 149 родин. Густота населення становила 414 особи/км².  Було 228 помешкань (175/км²).
Расовий склад населення:
| - 99,4 % — білих - 0,2 % — корінних американців - 0,2 % — чорних або афроамериканців |

До двох чи більше рас належало 0,2 %. Частка іспаномовних становила 0,7 % від усіх жителів.
За віковим діапазоном населення розподілялося таким чином: 29,4 % — особи молодші 18 років, 56,3 % — особи у віці 18—64 років, 14,3 % — особи у віці 65 років та старші. Медіана віку мешканця становила 34,0 року. На 100 осіб жіночої статі у місті припадало 96,4 чоловіків;  на 100 жінок у віці від 18 років та старших — 97,9 чоловіків також старших 18 років.
Середній дохід на одне домашнє господарство  становив 44 167 доларів США (медіана — 42 273), а середній дохід на одну сім'ю — 46 737 доларів (медіана — 43 571). За межею бідності перебувало 18,0 % осіб, у тому числі 24,5 % дітей у віці до 18 років та 3,6 % осіб у віці 65 років та старших.
Цивільне працевлаштоване населення становило 207 осіб. Основні галузі зайнятості: виробництво — 25,1 %, освіта, охорона здоров'я та соціальна допомога — 14,0 %, роздрібна торгівля — 10,6 %, інформація — 9,7 %.